# Anna Karènina. La revenja és el perdó
Anna Karènina. La revenja és el perdó (títol original en rus, Анна Каренина. История Вронского) és una pel·lícula dramàtica russa del 2017 dirigida per Karén Xakhnazàrov. Una versió ampliada de vuit parts es va emetre al canal de televisió Rússia 1. S'ha doblat i subtitulat al català.
Es tracta d'una adaptació lliure de la novel·la homònima de Lev Tolstoi de 1877 que també combina la història publicitària "Durant la guerra del Japó" i el cicle literari "Històries sobre la guerra del Japó" de Vikenti Veressaiev.